# I przyszedł człowiek
I przyszedł człowiek (wł. E venne un uomo) – film produkcji francuskiej, włoskiej i angielskiej w reżyserii Ermanno Olmi. Swoją premierę miał w 1965 roku. W roli głównej występuje Rod Steiger.

## Obsada
- Romolo Valli: Mediator (głos)
- Rita Bertocchi: Matka Di Angelo
- Rod Steiger: Mediator
- Giorgio Fortunato: Sekretarz
- Ottone Candiani: Biskup Wenecji
- Alfonso Orlando: Kurator
- Alberto Rossi: Angelo Roncalli 7-letni
- Giovanni Rossi: Angelo Roncalli 10-letni
- Fabrisio Rossi: Angelo Roncalli 4-letni
- Pietro Germi: Ojciec Di Angelo
- Antonio Ruttigni: Don Pietro
- Antonio Bertocchi: Wuj Zaverno